# Allan Heilmann
Allan Kristian Heilmann (født 9. december 1890 i Nykøbing Falster-1976) var en dansk forstkandidat, atlet og skøjteløber, som løb for Akademisk Idrætsforening og skøjtede for Kjøbenhavns Skøjteløberforening.
På løbebanen nåede Heilmann to sølvmedaljer ved de danske mesterskaber på 400 meter. Han blev dansk mester i hurtigløb på skøjter 1924 og
1929.
Heilmann blev student fra Metropolitanskolen 1908, cand. phil. 1910 og forstkandidat 1914 Hen var derefter 1914-1921 lærer, sekretær og underviser i tropeskovbrug under ØK
1923-1930. Han blev overklitfoged for Hjørring Amt i 1930 og flyttede til Skagen. Her anlagde han en bane for hurtigløb på skøjter.
Allan Heilmann blev 1913 gift med sangerinden Astrid Camilla Elisabeth Rechendorff, kendt som Biddy Heilmann. Ægteskabet opløstes, og han blev senere gift med Margrethe Lorentzen, enke efter kunstmaleren Frederik Lange.

## Danske mesterskaber
Atletik
- Sølv 1919 400 meter
- Sølv 1918 400 meter

Hurtigløb på skøjter
- Guld 1924
- Guld 1929